# Знаменское сельское поселение (Колпнянский район)
Знаменское се́льское поселе́ние — муниципальное образование в Колпнянском районе Орловской области Российской Федерации.
Административный центр — село Знаменское.

## История
Статус и границы сельского поселения установлены Законом Орловской области от 19 ноября 2004 года № 448-ОЗ «О статусе, границах и административных центрах муниципальных образований на территории Колпнянского района Орловской области».

## Население
| 2010 | 2012 | 2013 | 2014 | 2015 | 2016 | 2017 |
| ---- | ---- | ---- | ---- | ---- | ---- | ---- |
| 517  | ↘490 | ↘481 | ↘467 | ↘452 | ↘446 | ↘442 |
| 2018 | 2019 | 2020 | 2021 | 2023 |      |      |
| ↘436 | ↘417 | ↘407 | ↗482 | ↘473 |      |      |

## Состав сельского поселения
| № | Населённый пункт | Тип населённого пункта       | Население |
| - | ---------------- | ---------------------------- | --------- |
| 1 | Александровка    | деревня                      | 17        |
| 2 | Весёлый          | посёлок                      | 13        |
| 3 | Знаменское       | село, административный центр | ↘288      |
| 4 | Максаки          | деревня                      | 0         |
| 5 | Моховое          | село                         | ↘108      |
| 6 | Трудолюбовка     | деревня                      | ↗85       |
| 7 | Щегловитовка     | деревня                      | 6         |

## Известные уроженцы
- Степан Андреевич Сорокин (1900—1959) — советский военный и научный деятель, генерал-полковник инженерно-технической службы (1958), член-корреспондент Академии артиллерийских наук (1949). Родился в деревне Трудолюбовка.